# Anodenverlustleistung

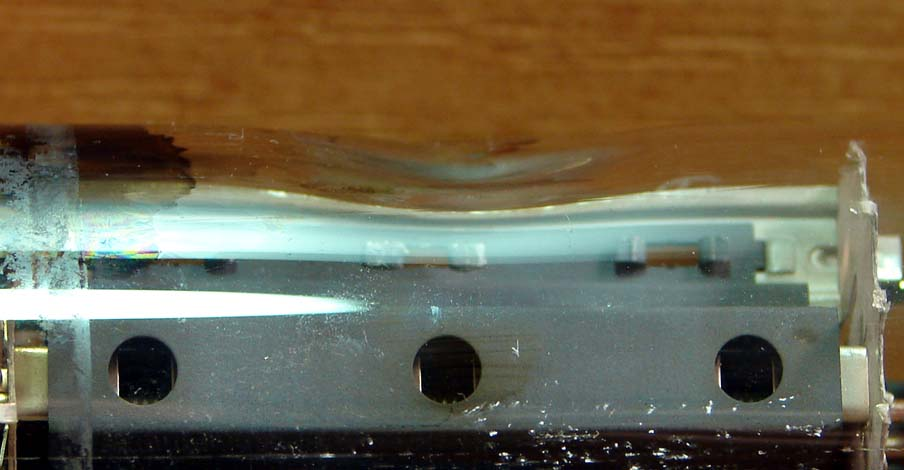
Durch Überlast angeschmolzener Glaskolben einer PL509

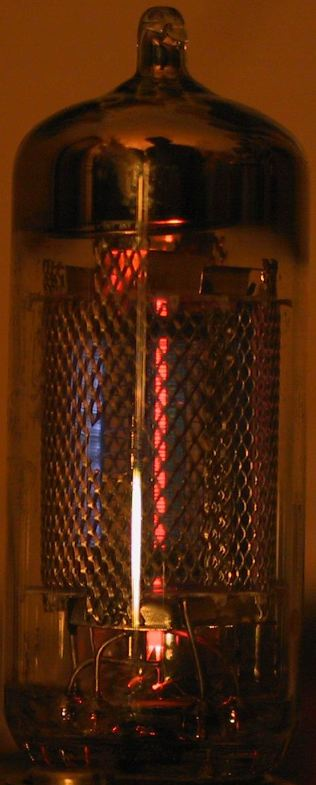
Blaue Lichterscheinung an der Anode (EF89)

Die Anodenverlustleistung Pv ist jene Leistung, die bei Elektronenröhren in Form von Strahlung (hauptsächlich Wärme) an der Anode verloren geht, wenn die zur Anode der Röhre hin beschleunigten Elektronen dort abgebremst werden.
Spezifiziert ist üblicherweise die maximal zulässige Anodenverlustleistung, welche als Wärme über die vorgesehenen Möglichkeiten an die Umgebung abgeführt werden kann, ohne dass es wegen zu hoher Temperaturen zu Fehlfunktionen kommt.
Durch die hohe elektrische Spannung zwischen Anode und Kathode von Elektronenröhren werden die Elektronen, ausgehend von der Kathode, zur Anode hin beschleunigt und geben einen Teil dieser Energie beim Aufprall an der Anode in Form von Strahlung ab. Dazu gehört in erster Linie Wärmestrahlung, aber auch Lilienfeldstrahlung. Bei entsprechend hohen Spannungen wird Röntgenstrahlung erzeugt. Dies wird in Röntgenröhren ausgenutzt.
Je größer der Elektronenstrom und je höher die Geschwindigkeit der Elektronen ist, desto größer ist der Anodenverlust. Die Aufprallgeschwindigkeit ist eine Funktion der zwischen Anode und Kathode anliegenden elektrischen Spannung.
Die Anodenverlustleistung sollte im Regelfall entsprechend gering gehalten und bei Bedarf die Temperatur der Anode durch zusätzliche Maßnahmen, beispielsweise als Ausführung in Form einer Drehanode, gering gehalten werden. Eine ausführlichere Beschreibung der Problematiken bei Überschreitung der Anodenverlustleistung findet sich in Elektronenröhre#Anode.

## Zusammenhang mit dem Wirkungsgrad
Der Wirkungsgrad η einer Elektronenröhre bei einer bestimmten Anodenverlustleistung Pv und der gesamten, zugeführten Leistung P ergibt sich zu:
{\displaystyle \eta ={\frac {P-P_{v}}{P}}}